# Epidendrum ackermanii
Epidendrum ackermanii är en orkidéart som beskrevs av Eric Hágsater. Epidendrum ackermanii ingår i släktet Epidendrum och familjen orkidéer.
Artens utbredningsområde är Puerto Rico. Inga underarter finns listade i Catalogue of Life.